# Gerhart Hauptmann
(Motivazione del Premio Nobel)
Gerhart Johann Robert Hauptmann (Ober Salzbrunn, 15 novembre 1862 – Agnieszków, 6 giugno 1946) è stato un poeta, drammaturgo e romanziere tedesco.

## Biografia
Figlio di tessitori caduti in povertà, fu garzone di uno zio agricoltore. Studente di belle arti a Breslavia e a Roma ma anche autodidatta, si affacciò al mondo della letteratura con opere che si ispirarono decisamente al movimento letterario naturalista, del quale, ben presto, divenne il massimo esponente.
Tuttavia, nel corso della sua non breve esistenza, cui corrispose un'attività creativa altrettanto lunga, Hauptmann dimostrò una personalità poliedrica e versatile che lo portò sovente a varcare i confini del naturalismo per esplorare, di volta in volta, e mai a scapito della genuina ispirazione, notevoli zone intimistiche, neoromantiche, simboliste e perfino paraboliche.
Il tessuto connettivo, la linfa vitale di queste sue varie ramificazioni espressive, rimase pur sempre l'uomo, tanto nella sua collocazione sociale di proletario oppresso e sfruttato, quanto nella sua dimensione spirituale ed individualistica.
Nel 1912 venne insignito del premio Nobel per la letteratura; gli è stato intitolato inoltre il cratere Hauptmann, sulla superficie di Mercurio.

## Opere
- Del filone naturalista, fra le sue opere, si ricordano: Il casellante Thiel, Prima dell'aurora, La festa della pace, ed il capolavoro I tessitori, dramma che rappresenta l'epopea delle masse di diseredati nella Slesia della prima metà dell'Ottocento.
- D'indirizzo simbolista e neoromantico furono L'ascensione di Annele ed il dramma fiabesco La campana sommersa.
- D'ispirazione religiosa fu il romanzo Il pazzo in Cristo, Emanuel Quint.
- Opere postume: Il grande sogno, la Tetralogia degli Atridi.[1]